# 龙安定
龙安定（1942年12月—），男，祖籍江西永新，生于安徽定远，中华人民共和国政治人物，曾任浙江省政协副主席，第十届全国政协委员。